# Nephodia erna
Nephodia erna là một loài bướm đêm trong họ Geometridae.